# Homer (Georgia)
Homer – miasto w Stanach Zjednoczonych, w stanie Georgia, w hrabstwie Banks.